# Bernard Privat
Bernard Privat, né le 25 octobre 1914 à Montpellier et mort le 11 octobre 1985 à Cliousclat, est un écrivain et éditeur français. Il a reçu le prix Aurel de l’Académie française en 1945, le prix Femina en 1959 et dirigea les éditions Grasset pendant plus de vingt-cinq ans.

## Biographie
Bernard Privat, fils de Jean Privat, notaire, et Mathilde Grasset (sœur de Bernard Grasset), fait des études de droit à la faculté de Paris avant de se consacrer à la peinture entre 1936 et 1937. Mobilisé comme officier de réserve en 1939, il est fait prisonnier en 1940 et passe le reste de la Seconde Guerre mondiale dans un oflag.
Neveu de Bernard Grasset, Bernard Privat entre dans sa maison d'édition en 1949, prend la direction des éditions Grasset à la mort de son oncle en 1955 et devient une figure marquante de la maison et des éditions françaises,. En 1967, en raison de son amitié avec Jean-Claude Fasquelle, il mène à bien la fusion avec la maison d'éditions Fasquelle, l'ensemble étant sous la houlette du groupe Hachette. Sous sa direction, les éditions Grasset publie alors notamment Yves Berger, Jacques Chessex, François Nourissier, Françoise Mallet-Joris, Matthieu Galey, René Girard et Françoise Verny et obtient son premier prix Goncourt de l'après-guerre avec Oublier Palerme d'Edmonde Charles-Roux. Bernard Privat quitte la direction de Grasset en 1981, qui sera alors assurée par Jean-Claude Fasquelle.
J.-C. Fasquelle fait imprimer en 1986 par la maison d'édition Grasset un volume d'hommage hors commerce, intitulé Portraits de Bernard Privat, réunissant une quarantaine de textes d'amis et de proches.

## Œuvre
- 1943 : Cet ange en moi (poèmes), Mercure de France  Prix Aurel de l’Académie française en 1945 (publié sous le nom de Michel-Bernard Privat).
- 1948 : Traduction des Églogues de Virgile
- 1947 : Armance, Calmann-Lévy
- 1959 : Au pied du mur (roman), Gallimard – Prix Femina
- 1966 : Une nuit sans sommeil (roman), Gallimard
- 1976 : La Jeune Fille (roman), Gallimard
- 1982 : L'Itinéraire (roman), Gallimard